# Lindernia brevipedunculata
Lindernia brevipedunculata é uma espécie botânica do gênero Lindernia pertencente à família Linderniaceae.